# Nattvakten (1994)
Nattvakten (originaltitel: Nattevagten) är en dansk film från 1994.
År 1997 gjordes en amerikansk nyinspelning av filmen, se Nattvakten (film, 1997).

## Rollista
- Nikolaj Coster-Waldau - Martin
- Sofie Gråbøl - Kalinka
- Kim Bodnia - Jens
- Lotte Andersen - Lotte
- Ulf Pilgaard - Inspector Wörmer
- Rikke Louise Andersson - Joyce
- Stig Hoffmeyer - Rolf
- Gyrd Løfqvist - Den gamle nattvakten